# Transferencia de energía de resonancia de Förster
Transmisión de energía de resonancia o transferencia de energía de resonancia de Förster, habitualmente abreviado como FRET por sus siglas en idioma inglés Förster resonance energy transfer, es un mecanismo de transferencia de energía entre cromóforos. Se basa en que la energía que lleva a un cromóforo al estado excitado puede transferirse a otro cercano mediante un mecanismo acoplador dipolo-dipolo. Fue descrita por el científico alemán Theodor Förster en 1948. En el caso de que los cromóforos sean fluorescentes (esto es, fluorocromos), el mecanismo subyacente continúa siendo el mismo: la energía se transfiere, lo que resulta en la desaparición de la fluorescencia del donador y, en caso de que el aceptor sea fluorescente, en la subsecuente emisión de fluorescencia por parte de este. Cabe destacar que no es la fluorescencia la transferida.
En el FRET, la energía se transfiere de manera no-radiante entre dos fluoróforos, donador y aceptor, cuyos espectros de emisión (donador) y de excitación (aceptor) se superponen lo suficiente. Si el caso, la distancia es lo suficientemente corta, y la orientación de los momentos bipolares de las moléculas implicadas es la apropiada, el donador, una vez excitado, puede transferir la energía al aceptor. Si el aceptor también es fluorescente, puede emitir fluorescencia. La eficiencia del FRET decae con la sexta potencia de la distancia entre fluoróforos (radio de Förster). A su vez, la transferencia es más eficaz cuanto mayor superposición se produzca entre los espectros de excitación-emisión de donador y aceptor y cuanto más favorable sea la orientación espacial relativa de los fluoróforos.
Para que el FRET tenga lugar se requiere:
1. Una gran cercanía entre los cromóforos o fluorocromos. Según el par donador-aceptor, esta distancia varía, generalmente, en torno a 10-100 Å.
2. El espectro de absorción del cromóforo aceptor debe superponerse el espectro de emisión de fluorescencia del donador.

Si el aceptor es destruido por la propia luz de excitación («fotobleaching»), la intensidad de la emisión del fluorocromo donador se verá incrementada. Esto se debe a la que el FRET ya no puede tener lugar, porque el aceptor ha perdido sus características originales.

## Principios teóricos
La FRET se describe mediante la tasa de transferencia de energía ({\displaystyle k_{\text{ET}}}), que es inversamente proporcional a la sexta potencia de la distancia intermolecular {\displaystyle r}:
{\displaystyle k_{\text{ET}}=({\frac {R_{0}}{r}})^{6}\,{\frac {1}{\tau _{D}}}},
donde {\displaystyle \tau _{D}} es el tiempo de vida de fluorescencia del donador en ausencia de aceptor. El parámetro {\displaystyle R_{0}} se denomina radio de Förster, y representa la distancia intermolecular para la cual la tasa de transferencia de energía es igual a la tasa de fluorescencia del donante en ausencia de aceptor. Es decir, la distancia a la cual la probabilidad de que ocurra la transferencia de energía es 0.5. {\displaystyle R_{0}} viene dado por
{\displaystyle R_{0}^{6}={\frac {9\,\log(10)\,\kappa ^{2}\,Q_{D}\,J}{128\,\pi ^{5}\,N_{A}\,n^{4}}}}
donde {\displaystyle Q_{D}} es el rendimiento cuántico del donador en ausencia de aceptor, {\displaystyle N_{A}} es el número de Avogadro y {\displaystyle n} es el índice de refracción del medio.
{\displaystyle \kappa } es el factor de orientación dipolar
{\displaystyle \kappa ={\hat {\mu }}_{\text{A}}\cdot {\hat {\mu }}_{\text{D}}-3({\hat {\mu }}_{\text{D}}\cdot {\hat {R}})({\hat {\mu }}_{\text{A}}\cdot {\hat {R}}),}
donde {\displaystyle {\hat {\mu }}_{i}} es el momento dipolar de transición del fluoróforo, y {\displaystyle {\hat {R}}} es el desplazamiento normalizado entre fluoróforos. Un valor comúnmente utilizado es {\displaystyle \kappa ^{2}} = 2/3, que corresponde a ambos fluoróforos rotando libremente e isotrópicamente orientados.
{\displaystyle J}(λ), también llamada integral de solapamiento, representa la densidad de estados cuánticos compatibles de ambos cromóforos. Para la mayoría de aplicaciones, se aproxima mediante una integral de solapamiento de los espectros de absorción y emisión:
{\displaystyle J(\lambda )={\frac {\int f_{\text{D}}(\lambda )\epsilon _{\text{A}}(\lambda )\lambda ^{4}\,d\lambda }{\int f_{\text{D}}(\lambda )\,d\lambda }}=\int {\overline {f_{\text{D}}}}(\lambda )\epsilon _{\text{A}}(\lambda )\lambda ^{4}\,d\lambda ,}
{\displaystyle f_{\text{D}}} es el espectro de emisión del donante, {\displaystyle {\overline {f_{\text{D}}}}} es el espectro de emisión del donante normalizado a un área total de 1 y {\displaystyle \epsilon _{\text{A}}} es el espectro de absorción del aceptor en unidades de coeficiente de extinción molar.
A partir de la tasa de transferencia de energía {\displaystyle k_{\text{ET}}} se define la eficiencia de FRET, o la probabilidad de que una molécula transfiera energía, como:
{\displaystyle E={\frac {k_{\text{ET}}}{k_{f}+k_{\text{ET}}+\sum {k_{i}}}},}
donde {\displaystyle k_{f}} es la tasa de fluorescencia del donandor, y {\displaystyle k_{i}} son otras posibles tasas de otras formas de disipación de energía, incluyendo FRET a otros aceptores. Asumiendo que no haya otras transferencias, E depende de la distancia intermolecular:
{\displaystyle E={\frac {1}{1+(r/R_{0})^{6}}}}